# Wereldkampioenschappen judo 1971
De Wereldkampioenschappen judo 1971 was de 7de editie van de Wereldkampioenschappen judo, en werd gehouden in Ludwigshafen am Rhein, West-Duitsland van 2 september 1971 tot en met 4 september 1971

## Medaillewinnaars

### Mannen
| Gewichtsklasse | Goud                | Zilver               | Brons                            |
| -------------- | ------------------- | -------------------- | -------------------------------- |
| -63 kg         | Takao Kawaguchi     | Toyokazu Nomura      | Jong Sam Choi Sergei Susulin     |
| -70 kg         | Hideki Tsuzawa      | Hiroshi Minatoya     | Dietmar Hoetger Antony Zaykowsky |
| -80 kg         | Shozo Fujii         | Yoshinari Shigematsu | Guy Auffray David Starbrook      |
| -93 kg         | Fumio Sasahara      | Nobuyuki Sato        | Helmut Howiller Chiaki Ishii     |
| +93 kg         | Wim Ruska           | Klaus Glahn          | Hisakazu Iwata Keith Remfry      |
| Open           | Masatoshi Shinomaki | Vitali Kusnetzov     | Klaus Glahn Shinobu Sekine       |

## Medaillespiegel
| Plaats | Land                           | Goud | Zilver | Brons | Totaal |
| 1      | Japan                          | 5    | 4      | 2     | 11     |
| 2      | Nederland                      | 1    | 0      | 0     | 1      |
| 3      | West-Duitsland                 | 0    | 1      | 1     | 2      |
| 3      | Sovjet-Unie                    | 0    | 1      | 1     | 2      |
| 5      | Duitse Democratische Republiek | 0    | 0      | 2     | 2      |
| 5      | Verenigd Koninkrijk            | 0    | 0      | 2     | 2      |
| 7      | Brazilië                       | 0    | 0      | 1     | 1      |
| 7      | Zuid-Korea                     | 0    | 0      | 1     | 1      |
| 7      | Frankrijk                      | 0    | 0      | 1     | 1      |
| 7      | Polen                          | 0    | 0      | 1     | 1      |
| Totaal | Totaal                         | 6    | 6      | 12    | 24     |